# Саут-Роксана (Іллінойс)
Саут-Роксана (англ. South Roxana) — селище (англ. village) в США, в окрузі Медісон штату Іллінойс. Населення — 1891 особа (2020).

## Географія
Саут-Роксана розташований за координатами 38°49′15″ пн. ш. 90°3′54″ зх. д. / 38.82083° пн. ш. 90.06500° зх. д. (38.820837, -90.065079).  За даними Бюро перепису населення США в 2010 році селище мало площу 4,13 км², з яких 3,95 км² — суходіл та 0,18 км² — водойми.

## Демографія
Згідно з переписом 2010 року, у селищі мешкали 2053 особи в 791 домогосподарстві у складі 527 родин. Густота населення становила 497 осіб/км².  Було 864 помешкання (209/км²).
Расовий склад населення:
| - 95,9 % — білих - 0,7 % — чорних або афроамериканців - 0,2 % — корінних американців - 0,2 % — азіатів - 1,8 % — осіб інших рас |

До двох чи більше рас належало 1,2 %. Частка іспаномовних становила 3,7 % від усіх жителів.
За віковим діапазоном населення розподілялося таким чином: 25,2 % — особи молодші 18 років, 63,6 % — особи у віці 18—64 років, 11,2 % — особи у віці 65 років та старші. Медіана віку мешканця становила 35,7 року. На 100 осіб жіночої статі у селищі припадало 103,9 чоловіків;  на 100 жінок у віці від 18 років та старших — 100,4 чоловіків також старших 18 років.
Середній дохід на одне домашнє господарство  становив 46 951 долар США (медіана — 41 000), а середній дохід на одну сім'ю — 47 298 доларів (медіана — 40 938). Медіана доходів становила 40 000 доларів для чоловіків та 28 988 доларів для жінок. За межею бідності перебувало 27,5 % осіб, у тому числі 49,9 % дітей у віці до 18 років та 3,5 % осіб у віці 65 років та старших.
Цивільне працевлаштоване населення становило 973 особи. Основні галузі зайнятості: роздрібна торгівля — 17,0 %, освіта, охорона здоров'я та соціальна допомога — 13,9 %, виробництво — 13,7 %.